# Andrónico Contostefano
Andrónico (português europeu) ou Andrônico (português brasileiro) Contostefano (em grego: Ἀνδρόνικος Κοντοστέφανος; romaniz.: Andrónikos Kontostéphanos; em latim: Andronicus Contostephanus) foi um destacado general, almirante, político e membro da aristocracia dirigente do Império Bizantino durante o reinado de Manuel I Comneno (r. 1143–1180). Não se sabe ao certo quando nasceu nem quando morreu; nasceu depois 1125, quando seus pais casaram, e morreu depois de 1182, data da última menção histórica à sua pessoa.
Como general, distinguiu-se na vitória sobre os húngaros na Batalha de Sirmio em 1167, que garantiu ao império o domínio das regiões de Sirmio, Bósnia, Dalmácia e do território a sul do rio Krka. Em 1171 liderou a reconquista e a expulsão das tropas venezianas que ocupavam a cidade de Quios. Tentou por duas vezes conquistar o Egito, entre 1169 e 1177, tendo sido frustrado nos seus planos pela falta de apoio dos nobres do Reino de Jerusalém.
Andrónico liderou a mal sucedida tentativa de conquista de Icônio (atual Cônia) em 1176, com o objetivo de destruir o poder turco na Anatólia. Em 1182, apoiou a usurpação do trono por parte de Andrónico I (r. 1183–1185), tirano que mais tarde ordenaria a prisão de Contostefano ao descobrir nova conspiração.

## Biografia

### Antecedentes e família
Nascido ca. 1132/1133, Andrónico foi o terceiro e mais jovem filho de Estêvão Contostefano, que reteve o título panipersebasto e o posto de mega-duque, e a princesa porfirogénita Ana Comnena, filha do imperador João II Comneno (r. 1118–1143) e sua imperatriz Irene da Hungria; ele foi assim o sobrinho do imperador Manuel I (r. 1143–1180). Andrónico tinha dois irmãos mais velhos, João, que também notabilizou-se como comandante militar, e Aleixo, além de uma irmã, Irene.
Os Contostefanos eram uma antiga família bizantina e estavam no centro da política e poder há várias gerações através de vários casamentos com a casa imperial dos Comnenos. Supõe-se que o próprio Andrónico tenha casado com alguém da família Ducas, ca. 1150, outro clã com ligações imperiais. Ele teve 5 filhos e talvez filhas, embora nenhum é mencionado nas fontes.

### Carreira militar
Andrónico foi o comandante militar mais proeminente durante o reinado do seu tio Manuel I. Como o seu pai, foi nomeado para o cargo de mega-duque, comandante-em-chefe da marinha de guerra bizantina e governador das províncias de Hélade, Peloponeso e Creta. No entanto, os seus maiores sucessos foram como general e não como almirante. Em data incerta, também foi nomeado comandante da Guarda Varegue, o corpo de guarda pessoal do imperador constituída por guerreiros viquingues.
Sua menção histórica mais antiga ocorre durante o cerco de Corfu no inverno de 1148/1149. As forças bizantinas, lideradas por seu pai, estavam tentando repelir os normandos do Reino da Sicília que haviam tomado a cidade. Seu pai foi gravemente ferido durante o cerco no começo de 1149 e morreu em seus braços. O estudioso francês Rodolphe Guilland erroneamente colocou-o em comando parcial duma expedição na Cilícia contra Raimundo de Poitiers em 1144/1145, mas o historiador belga Henri Grégoire determinou que foi uma pessoa diferente, nomeadamente seu tio Andrónico Contostefano.

#### Guerra na Hungria e Batalha de Sirmio

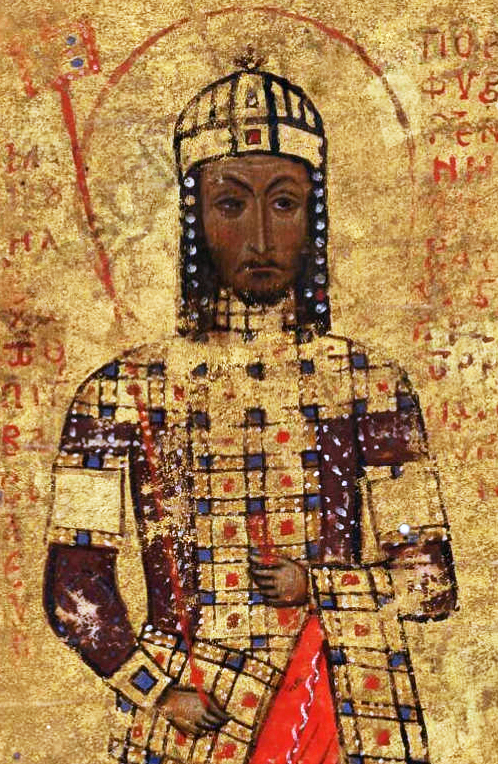
, tio de Andrónico Contostefano

Sua próximo menção, junto com seu irmão Aleixo, ocorre no curso das tentativas de Manuel I para estabelecer a sucessão dinástica no Reino da Hungria em seu favor após a morte do rei Géza II (r. 1141–1162) Manuel apoiou seu irmãos, Ladislau II (r. 1162–1163) e Estêvão IV (r. 1163), como seus sucessores; ambos haviam passado algum tempo na corte imperial como exilados, e Estêvão IV inclusive se casou com a sobrinho de Manuel I (e primeira prima dos irmãos Contostefanos), Maria Comnena. Isso foi questionado pelo filho mais velho de Géza, Estêvão III (r. 1162–1172), que em 1162 expulsou Estêvão IV do país. Um conflito prolongado se seguiu, não somente sobre a sucessão, mas também sobre a posse da Dalmácia e a região em torno de Sirmio, disputada entre ambos os reinos. Em 1164, Estêvão IV invadiu a Hungria por conta própria, mas teve que ser resgatado por um exército sob Andrónico. Logo depois, foi envenenado por agentes de seu sobrinho.
A morte de Estêvão IV transformou o conflito num singela guerra bizantino-húngara por Sírmio e a Dalmácia; ambas as áreas foram reocupadas pelos húngaros em 1166, após conseguirem grandes sucessos contra os exércitos imperiais. Em resposta, Manuel I preparou um grande exército para o contra-ataque em 1167, mas não pode comandá-lo devido aos ferimentos provocados por uma queda de cavalo durante um jogo de polo. Para tal expedição selecionou Andrónico, que meses antes havia sido nomeado mega-duque, o comandante-em-chefe da marinha bizantina, como o líder da campanha, embora também deu-lhe detalhadas instruções para a campanha. O exército húngaro, comandando pelo palatino Denis, encontrou o exército bizantino próximo de Zemun no dia da festa de São Procópio, 8 de julho. Segundo Nicetas Coniates, quando a batalha estava prestes a começar, Andrónico recebeu uma mensagem de Manuel, que proibiu-o de batalhar naquele dia devido a presságios astrológicos desfavoráveis. Andrónico ignorou a ordem e manteve-a escondida de seus oficiais.
A resultante Batalha de Sirmio resultou na "mais espetacular vitória militar [...] durante o reinado de Manuel" (Paul Magdalino), em grande parte graças a habilidade das disposições de Andrónico, a disciplina das suas tropas e a intervenção crucial de suas reservas. Essa vitória levou os húngaros a aceitarem a paz nos termos impostos pelos bizantinos e reconhecerem o controlo imperial sobre a região de Sirmio e de toda a Bósnia, Dalmácia e da região a sul do rio Krka. Manuel celebrou a vitória com uma entrada triunfal em Constantinopla com Andrónico montado ao seu lado.

#### Invasão do Egito

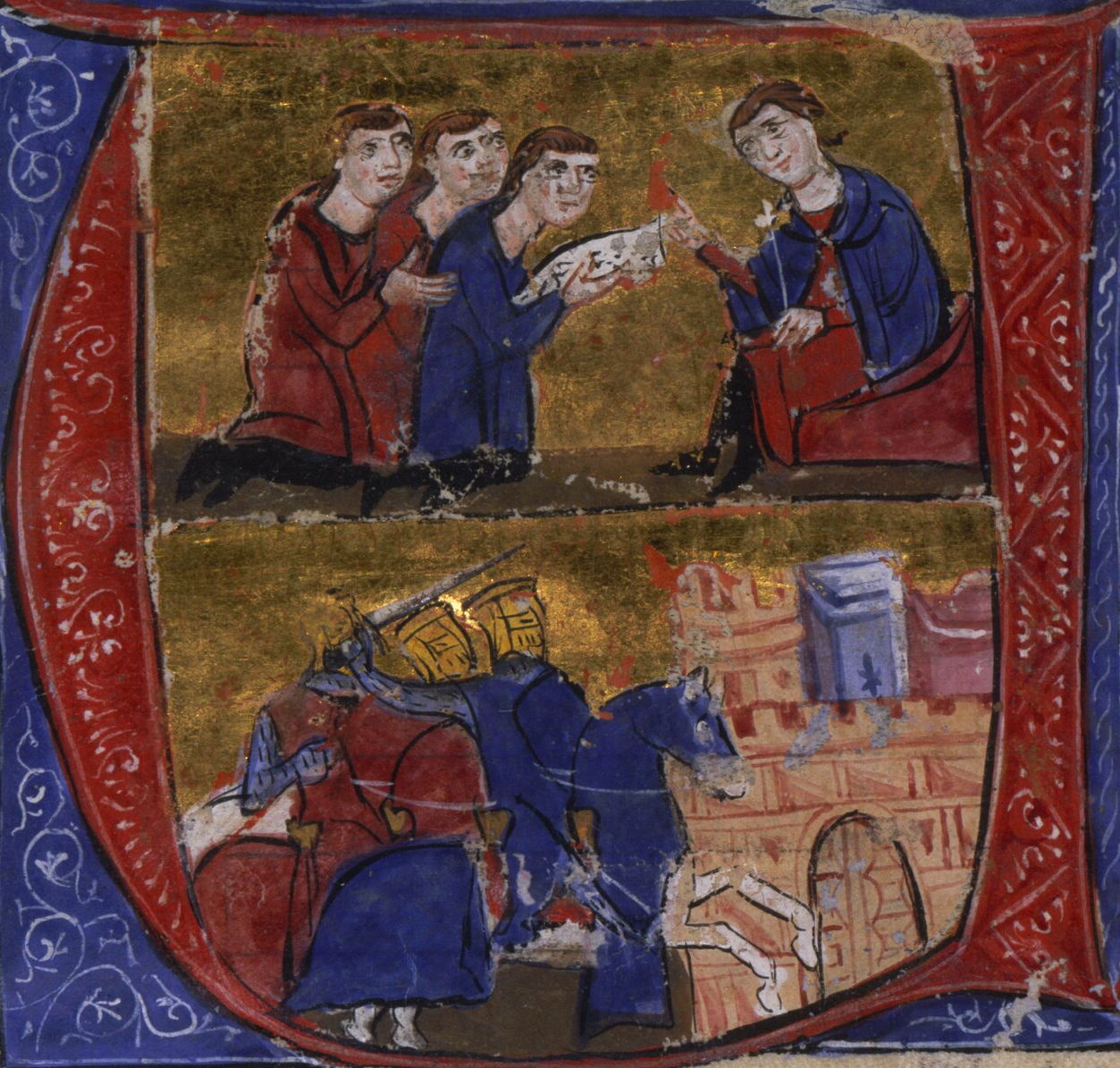
Iluminura da História do cronista das cruzadas Guilherme de Tiro. Em cima: Manuel I Comneno recebe a embaixada de, cujas negociações resultaram no envio de uma força bizantina sob o comando de Andrónico para invadir o Egito. Em baixo: chegada dos cruzados ao Egito

Em 1169, Andrónico foi nomeado comandante de uma frota de navios que transportaram um exército que tinha como objetivo invadir o Egito em conjunto com as forças aliadas do rei cruzado Amalrico I de Jerusalém. Este ataque seria o último de uma série de tentativas dos cruzados para invadir o Egito. A campanha, planejada entre os dois monarcas cristãos possivelmente desde o casamento de Amalrico com a bisneta de Manuel, a princesa Maria, em 1167, não só terminaria em fracasso, mas também levaria ao estabelecimento de Saladino (r. 1174–1193) como governante do Egito no lugar do moribundo governo fatímida, o tornar-se-ia um ponto de virada nas cruzadas.
Manuel mobilizou uma grande força, muito além daquilo que fora exigido, segundo a crônica de Guilherme de Tiro: 150 galés, 60 transportes de cavalos e uma dúzia de drómons especialmente construídos para transportar máquinas de cerco. A frota partiu do porto de Melíboto no Dardanelos em 8 de julho de 1169. Após derrotar um pequeno esquadrão de escolta egípcio próximo do Chipre, Contostefano chegou em Tiro e Acre no final de setembro, onde descobriu que Amalrico não havia feito quaisquer preparativos. O atraso por parte dos cruzados enfureceu Contostefano e semeou a desconfiança entre os ostensivos aliados.
Não foi até meados de outubro que os exércitos e marinhas combinadas seguiram adiante, chegando em Damieta, no delta do Nilo, duas semanas depois. Os cristãos atrasaram o ataque da cidade em três dias, permitindo a Saladino enviar tropas e suprimentos. O cerco foi conduzido com vigor por ambos os lados, com Contostefano e seus homens construindo enormes torres de cerco, mas os sitiantes foram prejudicados pela crescente desconfiança entre bizantinos e cruzados, especialmente com os suprimentos bizantinos diminuindo e Amalrico se recusando a compartilhar os seus com eles e preferindo vendê-los a preços exorbitantes.
Exasperado pelo arrastar do cerco e o sofrimento de suas tropas, Contostefano novamente desobedeceu as instruções de Manuel que ordenou-o obedecer Amalrico a todo momento, e lançou um último ataque contra a cidade com suas tropas. Quando os bizantinos estavam prestes a destruir as muralhas, Amalrico parou-os ao anunciar que a pouco havia ocorrido negociações para a rendição de Damieta. A disciplina e coesão do exército bizantino quase instantaneamente desintegrou após as notícias da paz serem anunciadas, com tropas incendiando as máquinas de cerco e embarcando nos navios em grupos sem ordem. Deixado com apenas seis navios, Contostefano acompanhou Amalrico de volta à Palestina e retornou para casa com parte de seu exército por terra através dos Estados cruzados do Levante, enquanto aproximadamente metade dos navios imperiais que haviam partido de Damieta foram perdidos numa série de tempestades na viagem de retorno, com os últimos chegando em seus portos apenas no final da primavera de 1170.

#### Guerra com Veneza
Em 12 de março de 1171, devido ao recrudescimento das fricções entre Veneza e os bizantinos e numa tentativa de reduzir a crescente pressão econômica dos venezianos em seu reino, Manuel encarcerou todos os venezianos residentes no seu império e confiscou todos os seus bens. Veneza retaliou enviando uma frota de 120 navios sob o doge Vital II Miguel. Depois de atacar e capturar as cidades dálmatas sob controle imperial, os venezianos aportaram na ilha da Eubeia, mas foram repelidos pelas tropas imperiais, e então ocuparam a ilha de Quios para invernarem. Os venezianos enviaram emissários para negociar, mas Manuel atrasou-os até seu próprio contra-ataque, de 150 navios sob comando de Contostefano, ficar pronto. No meio tempo, os venezianos sofreram da doença em Quios.
Em abril de 1172, Andrónico partiu, mas os venezianos foram avisados pelo astrólogo Aarão Isácio, um dos confidentes de Manuel, e apressadamente abandonaram Quios. Contostefano perseguiu-os, mas enquanto os venezianos velejaram para norte, saqueando as ilhas de Tasos, Lesbos e Esciros, ele supôs que velejariam para leste, e dirigiu sua frota para o cabo Málea. Ciente do real paradeiro dos venezianos, Contostefano virou-se para norte, e embora conseguiu capturar ou afundar vários retardatários, foi incapaz de obrigar a principal frota veneziana a lutar. O doge Vital II retornou sua frota para Veneza em 28 de maio, mas as perdas sofridas e o fracasso de conseguir qualquer objetivo concreto causaram seu linchamento pela multidão enfurecida.

#### Batalha de Miriocéfalo e segunda expedição no Egito
Em 1176, Manuel atacou o Sultanato Seljúcida de Rum, com o objetivo de conquistar a capital, Icônio (atual Cônia), e destruir o poder turco na Anatólia. O sultão seljúcida Quilije Arslã II armou uma emboscada ao impressionantemente grande exército de Manuel enquanto este atravessava o passo de montanha de Tivritze, na fronteira entre os dois estados. Na Batalha de Miriocéfalo que se seguiu, travada a 17 de setembro junto ao Lago Beyşehir, na Frígia, as tropas bizantinas foram severamente maltratadas, mas Andrónico logrou mover a sua divisão para a retaguarda, através do passo, sofrendo poucas baixas. Acredita-se que foi ele quem conseguiu convencer o tio, cuja moral tinha ficado muito abalada, a ficar com as suas tropas após a derrota. Sua influência foi um fator importante para que as tropas bizantinas pudessem se retirar em segurança.
No ano seguinte (1177), Andrónico comandou uma frota de 150 navios noutra tentativa para conquistar o Egito, mas regressou a casa depois de desembarcar em Acre. Ali foi dissuadido de prosseguir com a expedição devido à recusa em cooperar ativamente por parte do conde Flandres Filipe da Alsácia e muitos outros nobres do Reino de Jerusalém.

### Intrigas políticas
Após a morte de Manuel em 1180, a sucessão recaiu no seu filho Aleixo II Comneno. Devido a Aleixo ser uma criança, o poder efetivo ficou nas mãos da sua mãe, a imperatriz Maria de Antioquia. O governo de Maria revelou-se muito impopular, especialmente entre a aristocracia que não gostava das suas origens latinas (ocidentais). O grão-duque Andrónico Contostefano e o general Andrónico Ângelo tiveram um papel determinante na usurpação do trono por parte do primo de Manuel, Andrónico I Comneno em 1182, ao entrarem em Constantinopla com as suas tropas. No entanto, uma vez no poder, Andrónico Comneno revelou a sua natureza tirânica e um forte desejo de acabar com o poder e influência das famílias aristocráticas bizantinas, o que levou Contostefano e Ângelo a conspirar para derrubar Andrónico. A conspiração foi descoberta e Contostefano foi preso, enquanto Ângelo escapou. O grão-duque Andrónico e os seus quatro filhos foram cegados como punição.

## Legado
Devido aos seus feitos, Andrónico Contostefano é uma das poucas figuras a que é atribuído o estatuto de herói nas obras do historiador bizantino Nicetas Coniates.